# Habenaria bonateoides
Habenaria bonateoides är en orkidéart som beskrevs av Ponsie. Habenaria bonateoides ingår i släktet Habenaria och familjen orkidéer. Inga underarter finns listade i Catalogue of Life.